# Chromatoiulus macedonicus
Chromatoiulus macedonicus är en mångfotingart som beskrevs av Pius Strasser 1976. Chromatoiulus macedonicus ingår i släktet Chromatoiulus och familjen kejsardubbelfotingar. Inga underarter finns listade i Catalogue of Life.